# Palais Porcia (Munich)
Pour l’article homonyme, voir Palais Porcia (Vienne).
Le Palais Porcia est un édifice baroque de Munich, en Allemagne, qui servait de résidence pour le comte Fugger. C'est le plus ancien palais baroque encore existant à Munich.

## Construction
Enrico Zuccalli construisit la demeure dans le style baroque italien en 1693 pour le Comte Fugger. En 1710, il fut acheté par le Comte Törring et en 1731 par l'Électeur Charles-Albert. Son architecte François de Cuvillies l'a restauré en 1736 dans le style Rococo pour la comtesse Topor-Morawitzka, une maîtresse de Charles-Albert. 

## Histoire
La demeure a été nommée d'après son mari, le Prince Porcia. En 1819, une salle de concert a été intégrée par Métivier pour le "Musée", une association culturelle qui avait acquis la bâtisse. En 1934, le Palais Porcia a été acquis par une banque. La restauration après la destruction pendant la Seconde Guerre Mondiale a eu lieu en 1950-1952.
Après les rénovations, il a reçu un prix par la ville de Munich, le Fassadenpreis der Landeshauptstadt München 2008, pour sa façade rénovée.